# Autobahn Shenyang–Jilin
Die Autobahn Shenyang–Jilin oder Shenji-Autobahn (chinesisch 沈吉高速公路, Pinyin Shěnjí gāosù gōnglù, englisch Shenji Expressway), chin. Abk. G1212, ist eine regionale Autobahn in den Provinzen Liaoning und Jilin im Nordosten Chinas. Die 415 km lange Autobahn beginnt am Autobahnring G1501 der Metropole Shenyang und führt in nordöstlicher Richtung über Fushun und Panshi bis zur Stadt Jilin, wo sie in die G12 mündet. Bislang ist lediglich das Teilstück in der Provinz Liaoning fertiggestellt.